# Mihailo Obrenović
Mihailo Obrenović (Kragujevac, 16. rujna 1823. – Beograd, 10. lipnja 1868.) u dva navrata bio je knez Srbije iz dinastije Obrenović.

## Životopis
Rođen je u Kragujevcu, kao mlađi sin kneza Miloša i Ljubice Vukomanović. U djetinjstvu je bio napredniji đak od svog brata, a najbolje su mu išli strani jezici.
Nakon smrti njegovog starijeg brata Milana, koji je bio slabog zdravlja, Mihailo dolazi na kneževsko prijestolje Srbije. Za srpskoga kneza Porta ga je potvrdila 1839. godine. Pošto je bio maloljetan, neko vrijeme je umjesto njega vladalo Namjesništvo u sastavu Jevrem Obrenović, Toma Vučić Perišić i Avram Petronijević. Mladi knez se teško snalazio u međunarodnoj politici i mnogi su primijetili njegovu neodlučnost.
Zbačen je u buni koju je vodio Toma Vučić Perišić. Na narodnoj skupštini, 1842. godine, odlučeno je da se za vladara Srbije postavi Aleksandar Karađorđević. Osmansko Carstvo i Austrija su isprva osporile legalnost ovog izbora i tražile su da se glasovanje ponovi. Knez Aleksandar je izabran i drugi put.
Mihailo je, s majkom, pobjegao preko Dunava u Austriju. Namjeravao je kad-tad vratiti se u Srbiju, ali mirnim putem. Putovao je Europom i oženio je groficu Juliju Hunyady von Kéthely, koja je bila potomak Janka Hunyadya. Nisu imali djece. U međuvremenu Mihailo je naučio tečno govoriti francuski i njemački jezik. 
Nakon što je zbačen Aleksandar, Mihailo je 1860. godine po drugi put postao knez Srbije. Ovoga puta je imao više iskustva u diplomaciji i upravljanju državom. Mihailo je vodio aktivnu nacionalnu politiku. Srpska vojska u tom trenutku nije bila spremna za oslobodilački rat. To su potvrdili časnici mnogih stranih zemalja, kao što su Pruska, Rusija i Austrija. Knez je tvrdio da se treba oprezno pripremati za rat, a u međuvremenu širiti srpsku propagandu u Makedoniji i Bosni. U narodu je bilo mnogo ljudi koji su promovirali rat; mnogi su govorili da treba jurnuti u krvavi oslobodilački rat. Većina tih ekspanzivno-nacionalističkih težnji u tom se trenutku nije mogla ostvariti.
Jedan od velikih uspjeha kneza Mihaila bilo je uklanjanje osmanlijskih tvrđava, posada i flote iz Srbije. Jedini znak formalne sultanove vlasti bila je osmanlijska zastava u Beogradu. Knez Mihailo je prvi imao ideju za stvaranje Balkanskog saveza, ali zbog nepovjerenja prema Crnoj Gori i Bugarskoj, do tog saveza nije još došlo.

### Atentat
Knez Mihailo 1868. godine pao je kao žrtva atentata. Ubijen je u beogradskome parku Košutnjaku. Atentatori su bili braća Radovanovići (Kosta i Đorđe), koji su se osvetili zbog robije svog brata Ljubomira, te Lazar Marić i Stanoje Rogić. Treći brat Radovanović, Pavle, bio je član urotničke skupine i bio je zadužen za nabavu oružja. 10. lipnja 1868. godine poslije podne izvezli su se u šetnju knez Mihailo (uz njega je bio i obvezni službeni pratitelj, pobočnik, bojnik Svetozar Garašanin, sin tadašnjega predsjednika vlade Ilije Garašanina te poslužitelj Mita) i tri žene, Tomanija Obrenović, kneževa strina, Anka Konstantinović, njezina kći i Katarina Konstantinović, Ankina kći i Tomanijina unuka.
Kosta Radovanović prvi je pucao na kneza, a nakon njega pucali su i ostali. Lazar Marić prvo je ranio Katarinu Konstantinović, a potom je pucao i ubio Anku Konstantinović. Stanoje Rogić ranio je Svetozara Garašanina, koji se je potom onesvijestio. Katarina Konstantinović koja je bila lakše ranjena i poslužitelj Mita pobjegli su u šumu, dok se je Tomanija Obrenović već nakon prvog pucnja okrenula nazad k Beogradu te je prva javila o izvršenome atentatu. Kneza Mihaila i Anku Konstantinović, koji su bespomoćno ležali na zemlji, dokrajčio je s nekoliko uboda nožem Kosta Radovanović.
Policija ih je uhitila i kasnije su bili osuđeni na smrt. Dokumentacija sa suđenja je proglašena državnom tajnom i skrivena je.[nedostaje izvor]
Mihaila je naslijedio njegov rođak Milan Obrenović, unuk Miloševog brata Jevrema.